# Deron Bilous
Deron Michael Bilous, né le 7 octobre 1975 à Edmonton, est un enseignant et homme politique canadien, ministre du développement économique et du Commerce au sein du gouvernement de Rachel Notley de 2015 à 2019.
Depuis 2012, il est député représentant la circonscription d'Edmonton–Beverly–Clareview sous la barrière du Nouveau Parti démocratique de l'Alberta.
Lors de l'élection provinciale du lundi 3 mars 2008, il fait campagne en vue d'obtenir un siège à l'Assemblée législative de l'Alberta sous la barrière du NPD. Il termine en troisième place contre Laurie Blakeman dans une course à six dans la circonscription électorale d'Edmonton-Centre.